# Ilkka Halso
Ilkka Halso (Orimattila, 1965. október 14. –) finn fotográfus és katona.

## Művészete
Saját elmondása szerint 1990-től 1998-ig munkái a tudományos illusztráció témájának köré fonódtak, s a természetrajzi kutatások módszereit használta. Munkássága alapvetően egy kisebbfajta vizsgálódásként írható le a természettudomány vizuális világában. Később azonban érdeklődése az építészet (technika) és a természet közötti viszonyra fókuszálódott.
Legutóbbi projektjének keretében, mely „A természet múzeuma” (2004) címet viseli, olyan masszív épületeket, menedékeket vizualizál (nem valóságos alkotásokról van szó), amelybe elmenthető az ökoszisztéma egy része mai állapotában. Ezek az épületek erdőket, folyókat és tavakat védenek a szennyeződéstől, s mindinkább magától az embertől. Az alkotó ezzel egyidejűleg különböző nézőpontból vizsgálja embert és természet viszonyát.